# Johannes Hasler

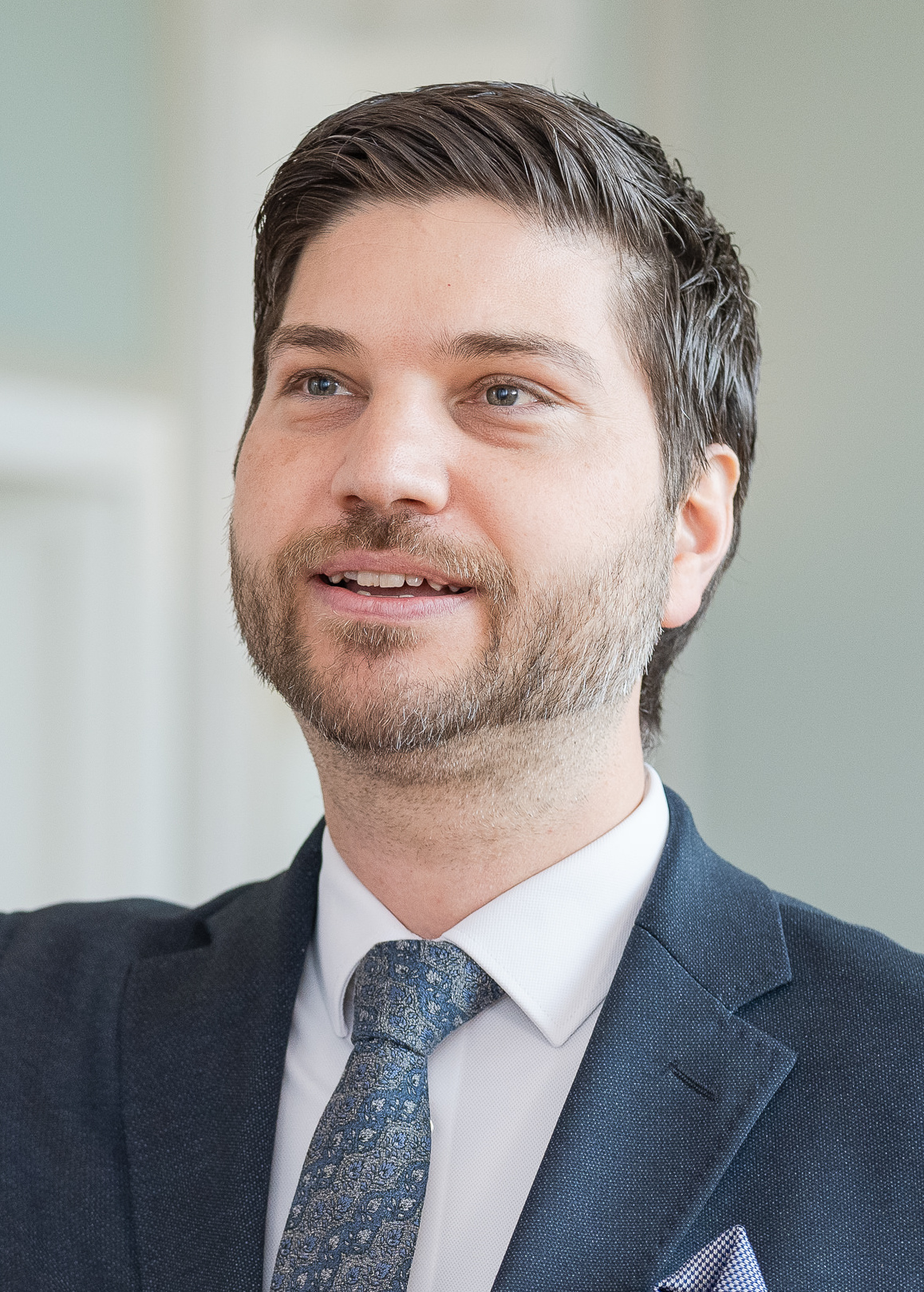
Hasler (2023)

Johannes Hasler (* 10. Juni 1982 in Vaduz) ist ein liechtensteinischer Politiker (FBP). Von 2017 bis 2019 war er Abgeordneter im liechtensteinischen Landtag.

## Biografie
Hasler ist der Enkel des Landtagsabgeordneten Franz Nägele. Nach dem Besuch und dem erfolgreichen Abschluss der Handelsschule Feldkirch in den Jahren 1998 bis 2001 erfolgte die Absolvierung der Zentralschweizerischen Polizeischule in den Jahren 2002 bis 2003. Daraufhin trat er 2003 der Liechtensteinischen Landespolizei bei.
Von 2007 bis 2009 absolvierte er seinen Diplomstudiengang Treuhandwesen und von 2010 bis 2012 arbeitete er als Executive MBA in Entrepreneurial Management an der Universität Liechtenstein.
Seit 2012 ist er als Wirtschafts- und Finanzermittler tätig. Bei der Landtagswahl in Liechtenstein 2017 wurde er für die Fortschrittlichen Bürgerpartei in den Landtag des Fürstentums Liechtenstein gewählt. Ab 2017 war er einer der beiden Schriftführer des Landtages sowie Mitglied der Delegation bei der Interparlamentarischen Union.
Bei den Gemeindewahlen im März 2019 wurde Hasler zum Gemeindevorsteher von Gamprin gewählt. Im späteren Verlauf des Jahres legte er sein Mandat als Landtagsabgeordneter per 30. September nieder, um sich vollständig auf sein Amt als Gemeindevorsteher zu konzentrieren. Der stellvertretende Abgeordneter Alexander Batliner rückte für ihn am 6. November in den Landtag des Fürstentums Liechtenstein nach.
Am 19. Januar 2007 hat Johannes Hasler die Ehe mit der Bauingenieurin Daniela Schädler (* 8. Februar 1974) geschlossen und ist nachfolgend zweifacher Vater geworden.